# 櫛田北渚
櫛田 北渚（くしだ ほくしょ、文化12年10月22日（1815年11月22日）- 明治5年4月4日（1872年5月10日））は、江戸時代、明治時代の儒学者、漢学者、教育者。福岡藩藩儒。名は駿。字（あざな）は千里。通称は駿平。号は北渚、北渚陳人。

## 経歴
福岡藩の儒学者櫛田琴山の子孫として、筑前国に生まれる。江戸で古賀侗庵に師事し、長崎で華音（中国語）を学ぶ。納戸組となり、奥頭取に班する。
天保12年（1841年）学問所指南加勢見習となり、諸職を歴任して、慶応元年（1865年）藩校修猷館の督学・教授となる。福岡藩主黒田家の家譜の編修にも携わった。慶応3年（1867年）致仕。
編著に『続通鑑綱目辨解』（嘉永5年（1852年））がある。